# Flauto di Divje Babe
Il flauto di Divje Babe è il femore di un giovane orso delle caverne contraddistinto da alcuni fori distanziati, rinvenuto nel parco archeologico di Divje Babe presso Circhina (Cerkno in sloveno), nella Slovenia occidentale. Potrebbe essere un flauto paleolitico e, di conseguenza, lo strumento musicale più antico che si conosca, ma l'interpretazione è ancora controversa. Il Museo nazionale di Lubiana lo espone comunque al pubblico come «flauto neandertaliano».

## Divje Babe
Divje Babe è il sito archeologico da cui provengono i reperti più antichi della Slovenia. Ubicata sull'altopiano carsico delle Alpi Dinariche, è una delle innumerevoli grotte (circa 6.500) che vi sono sparse, spesso interessate da scavi archeologici, ma ben di rado in grado di risalire agli oltre 100.000 anni fa del sito paleolitico di Divje Babe I. La grotta si estende per 45 metri pianeggianti ed è larga 15 nei punti più ampi; si trova vicino a Circhina nella valle del fiume Idria (Idrijca in sloveno), 230 metri sopra l'attuale corso fluviale, ed è accessibile ai visitatori.
Qui sono stati riportati alla luce oltre 600 reperti archeologici, distribuiti su una decina di livelli stratigrafici, compresi i resti di 20 focolari umani, oltre a scarse tracce di cacciagione e a più di 67.000 residui scheletrici di orsi delle caverne. Qui inoltre è stato possibile realizzare studi approfonditi sui forti cambiamenti climatici del Pleistocene, in base ai quali il Museo nazionale della Slovenia colloca il flauto di Divje Babe I alla «fine del Pleistocene medio» e all'epoca dell'uomo di Neandertal, circa 55.000 anni fa.

## Il flauto neandertaliano
Nel 1995 nel sito di Divje Babe I, nell'indubbio contesto di un focolare musteriano, l'archeologo Ivan Turk rinvenne un pezzo di diafisi del femore sinistro di un orso delle caverne piuttosto giovane (2 anni d'età al massimo). L'osso, spezzato a entrambe le estremità, presenta sul lato posteriore due fori completi e quelli che potrebbero essere altri due fori incompleti, uno per ogni estremità spezzata; stando così le cose, l'osso dovrebbe aver avuto almeno 4 fori, se non di più, prima della sua rottura. Il reperto è lungo 11,36 cm (in origine, l'intera diafisi doveva misurare sui 21 cm) e i diametri dei due fori completi variano da 9 a 9,7 mm. La distanza fra i centri dei due fori è di 3,5 cm.
Lo strato 8, in cui avvenne il ritrovamento, era stato datato con il radiocarbonio approssimativamente a 43.100 anni fa e, viste le caratteristiche del reperto e il suo contesto, Turk lo chiamò "flauto neandertaliano". Tuttavia, non appena la scoperta venne resa pubblica, la sua classificazione come strumento musicale fu subito criticata.